# Włóczęga (film 1951)
Włóczęga (hindi: अवारा, urdu: آوارہ, inne tytuły: "Aawaaraa"; "Awara"; angielskie: "The Rogue", "The Vagabond"; niemieckie "Der Vagabund", "Der Vagabund von Bombay")  to bollywoodzki film zrealizowany w 1951 roku przez Raja Kapoora – reżysera, producenta i odtwórcę tytułowej roli. Jego prawdziwy ojciec Prithviraj Kapoor odgrywa w filmie rolę jego ojca Judge Raghunatha. Brat Raja Kapoora Shashi Kapoor odgrywa w filmie głównego bohatera w dzieciństwie. Na ekranie pojawia się też na krótko dziadek Raja Kapoora, Dewan Bashwanath Kapoor.
W 2005, Indiatimes Movies film zaliczono do 25 najbardziej godnych uwagi filmów Bollywoodu, (Top 25 Must See Bollywood Films).

## Obsada
- Prithviraj Kapoor – Judge Raghunath
- Raj Kapoor – Raj Ragunath
- Nargis – Rita
- Leela Chitnis – Leela Raghunath
- K.N. Singh – Jagga
- Leela Mishra – Raghunath szwagierka
- Cukoo – tancerka w barze
- Helen – tancerka
- Shashi Kapoor – mały Raj (dziecko)
- Prem Nath – w piosence